# Койранкангас
Койранкангас (фин. Koirankangas — «Собачья Пустошь») — урочище к юго-востоку от посёлка Токсово, находящееся на территории Ржевского артиллерийского полигона.

## История
Известно тем, что в годы массовых репрессий в СССР в 1920-х — 1930-х годах служило местом массовых расстрелов политзаключённых, и, наряду с Левашовской Пустошью, — местом их тайного захоронения. В частности, в ноябре 1937 г. по приговорам спецтройки при УНКВД по Ленинградской области здесь были расстреляны политзаключённые Соловецкого Лагеря Особого Назначения, специально этапированные в Ленинград для расстрела. Ряд исследователей полагает, что именно здесь был расстрелян русский священник и философ Павел Флоренский.
Первым расстрелы в Койранкангасе описал финский писатель Юхани Конкка, в вышедшем в 1958 году в Финляндии автобиографическом романе «Огни Петербурга». Очевидец событий, выросший в соседней ингерманландской деревне Конколово писал, что в середине февраля 1918 года на Собачей пустоши были вырыты три линии траншей на случай прорыва белофинов к Петрограду, а начиная с лета 1918 года к ним стали приезжать крытые грузовики и раздаваться выстрелы.

Страх царил во всей округе. В последние ночи мало кто спал спокойно. Мужчины и женщины, парни и самые смелые девчата ночами стояли на тех холмах, откуда был виден полигон на десять
километров вправо и влево, Койранкангас, а на юге сильно поредевшие огни Петрограда, а раз или два в неделю на пустошь прибывали грузовики, трещали выстрелы, слышались крики, и автомобили, подпрыгивая на выбоинах, уносились назад в Питер.

В России о массовых расстрелах в Койранкангасе стало известно из рассказов немногих уцелевших жителей окрестных деревень — ингерманландских финнов, которые в начале войны были депортированы в Сибирь, но впоследствии смогли вернуться на родину. Их свидетельства собрал краевед Алексей Викторович Крюков.
По свидетельствам бывших жителей деревень Киурумяки, Конколово и Лепсари, расстрелы в Койранкангасе происходили с конца 1920-х годов и вплоть до Великой Отечественной войны. Иногда каждые сутки, по ночам в Койранкангас приезжали машины и слышались выстрелы. Днём местные жители находили свежие могилы, разбросанные вещи убитых и выкопанные дикими животными останки убитых. Описаны несколько случаев спасения, когда раненые смогли выбраться из общей могилы.
Протоиерей Вячеслав Харинов, окормляющий участников поискового движения в Санкт-Петербурге, отмечает: «Как правило, это были лучшие люди нашего Отечества. Их жизни были украдены только за то, что они имели офицерское звание, священнический сан или дворянское происхождение».
Ежегодно, начиная с 2010 года, в октябре месяце в Койранкангасе проходит панихида по жертвам массовых репрессий.
По оценкам исследователей, в урочище захоронено около 30 тысяч человек.

## Фото

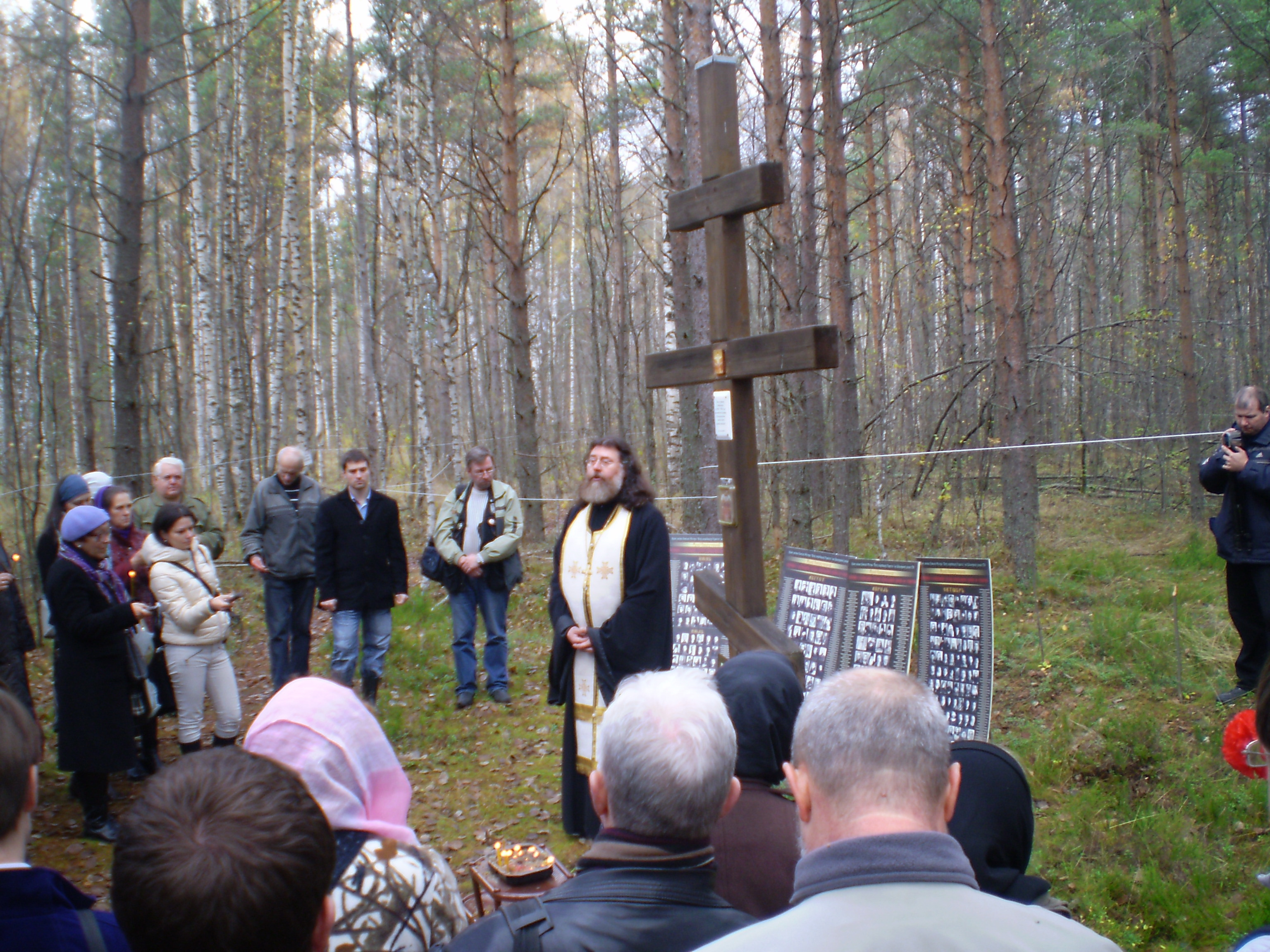
Панихида в урочище Койранкангас. 13.10.2012 г.
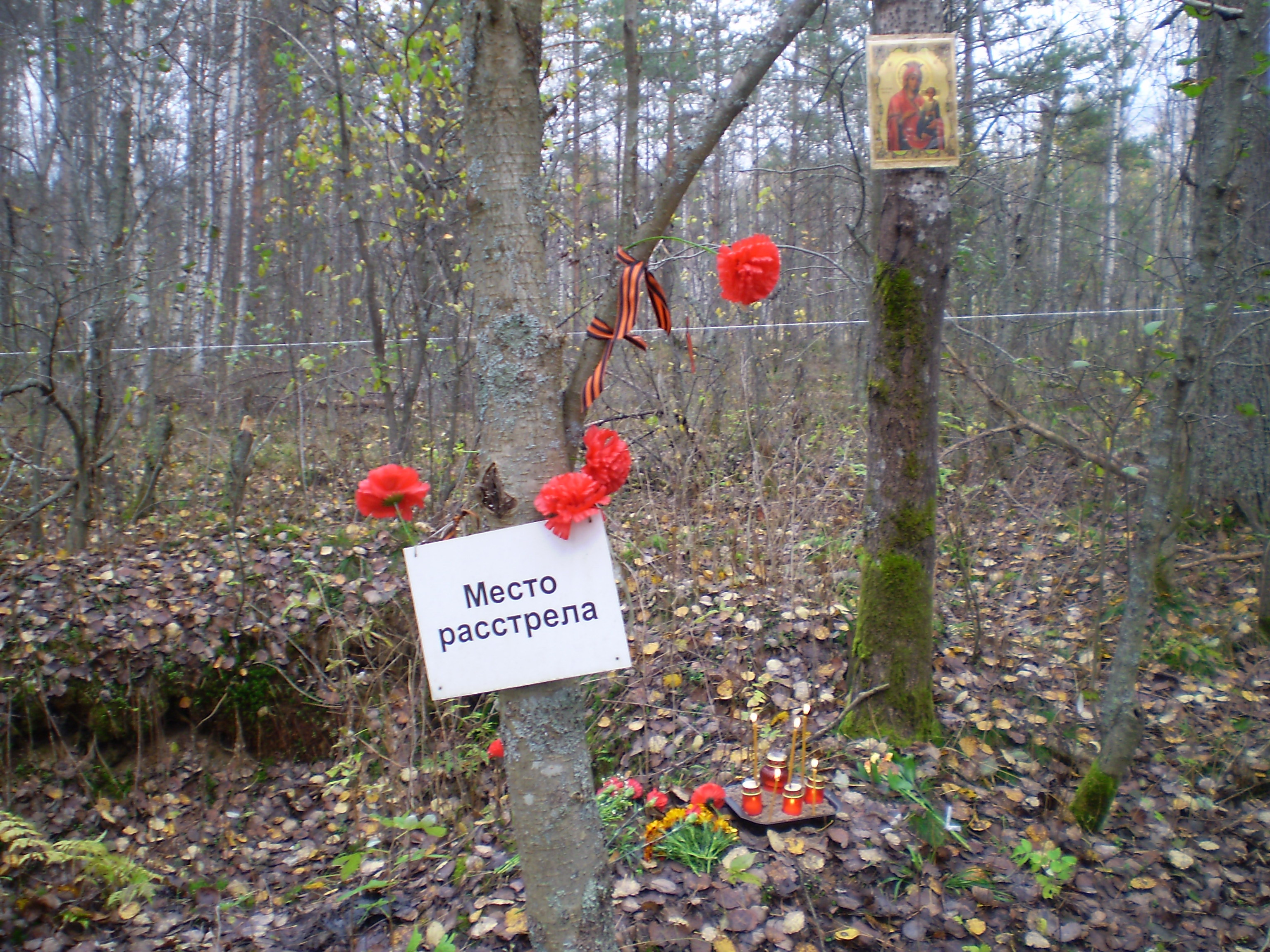
Одно из мест расстрела
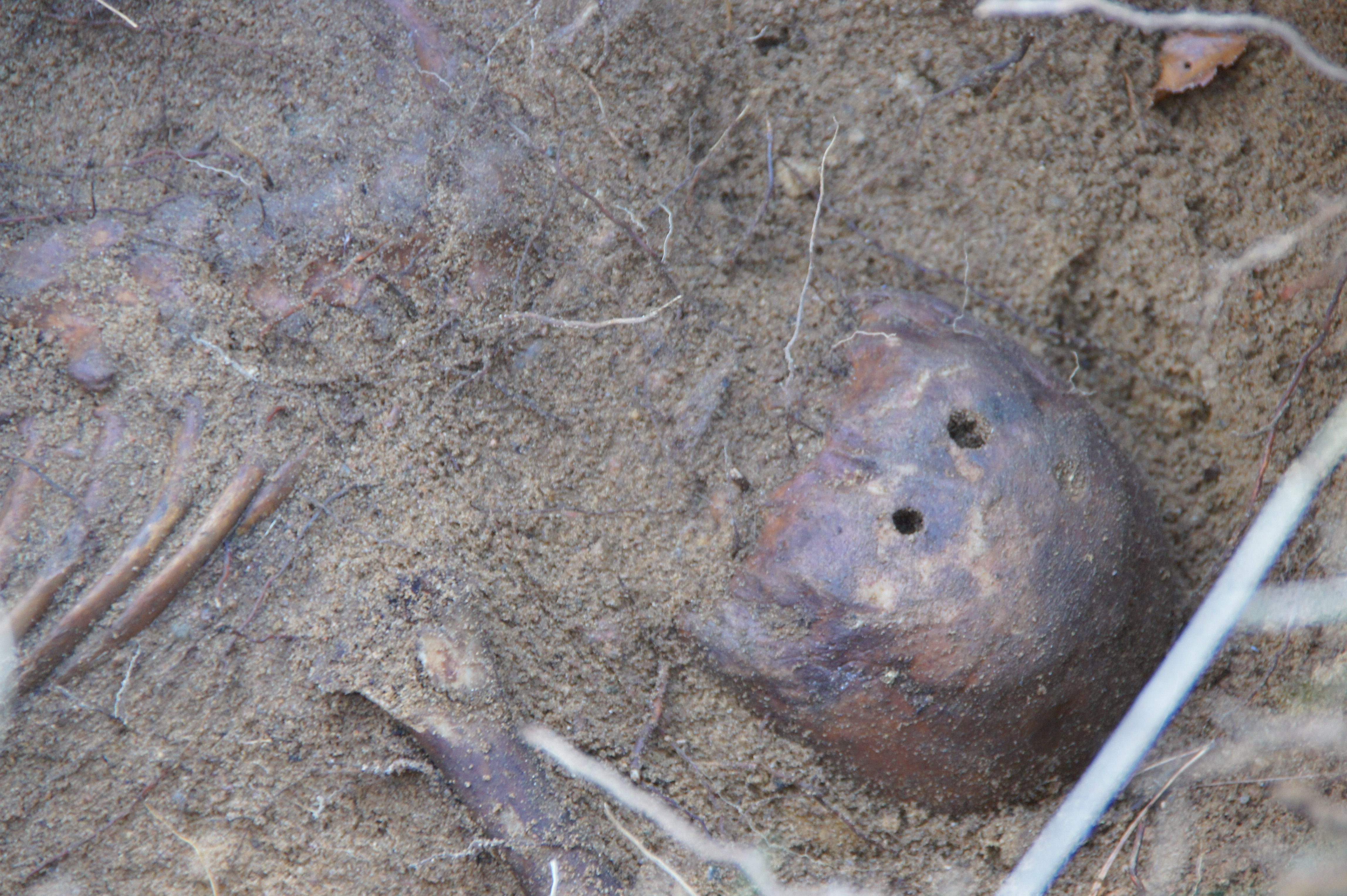
Расстрелянные
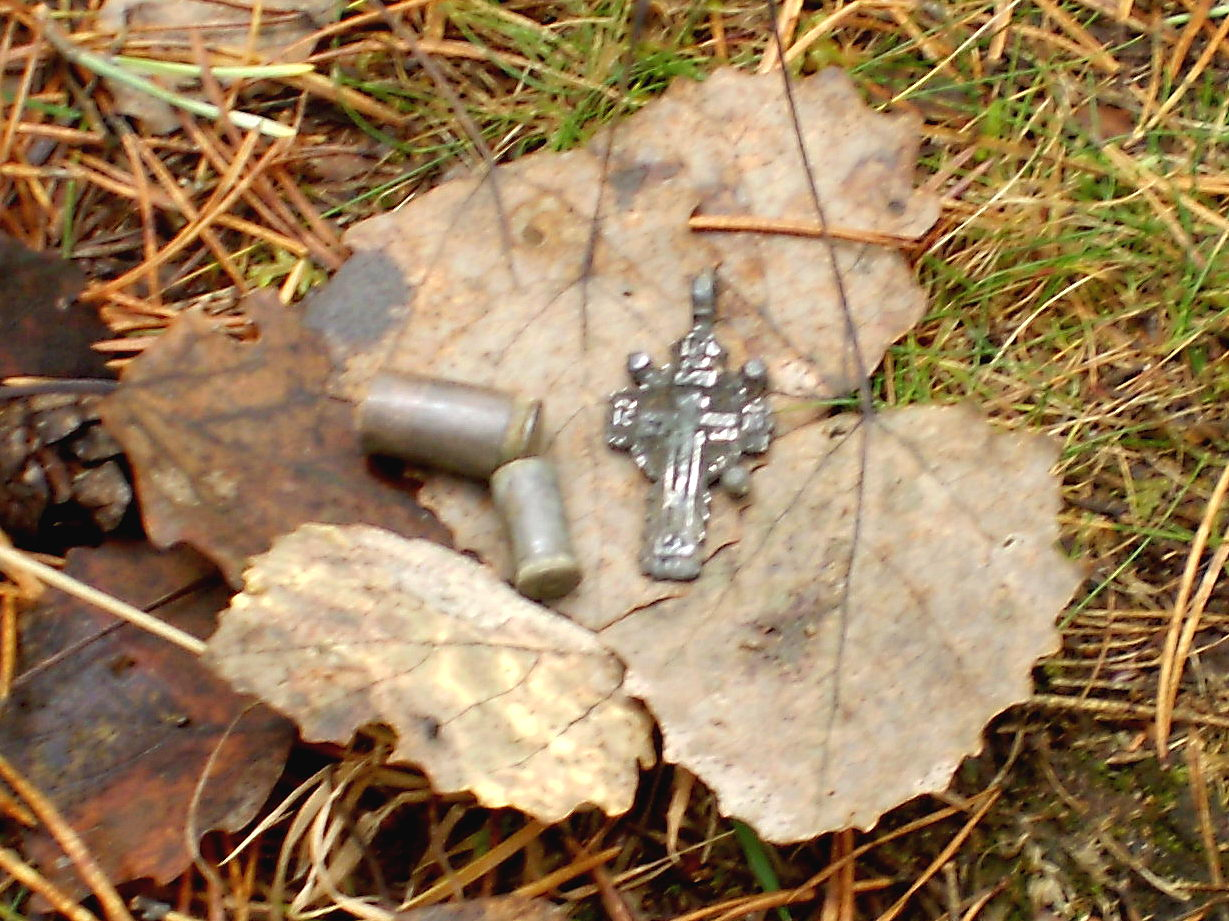
Артефакты найденные в захоронении
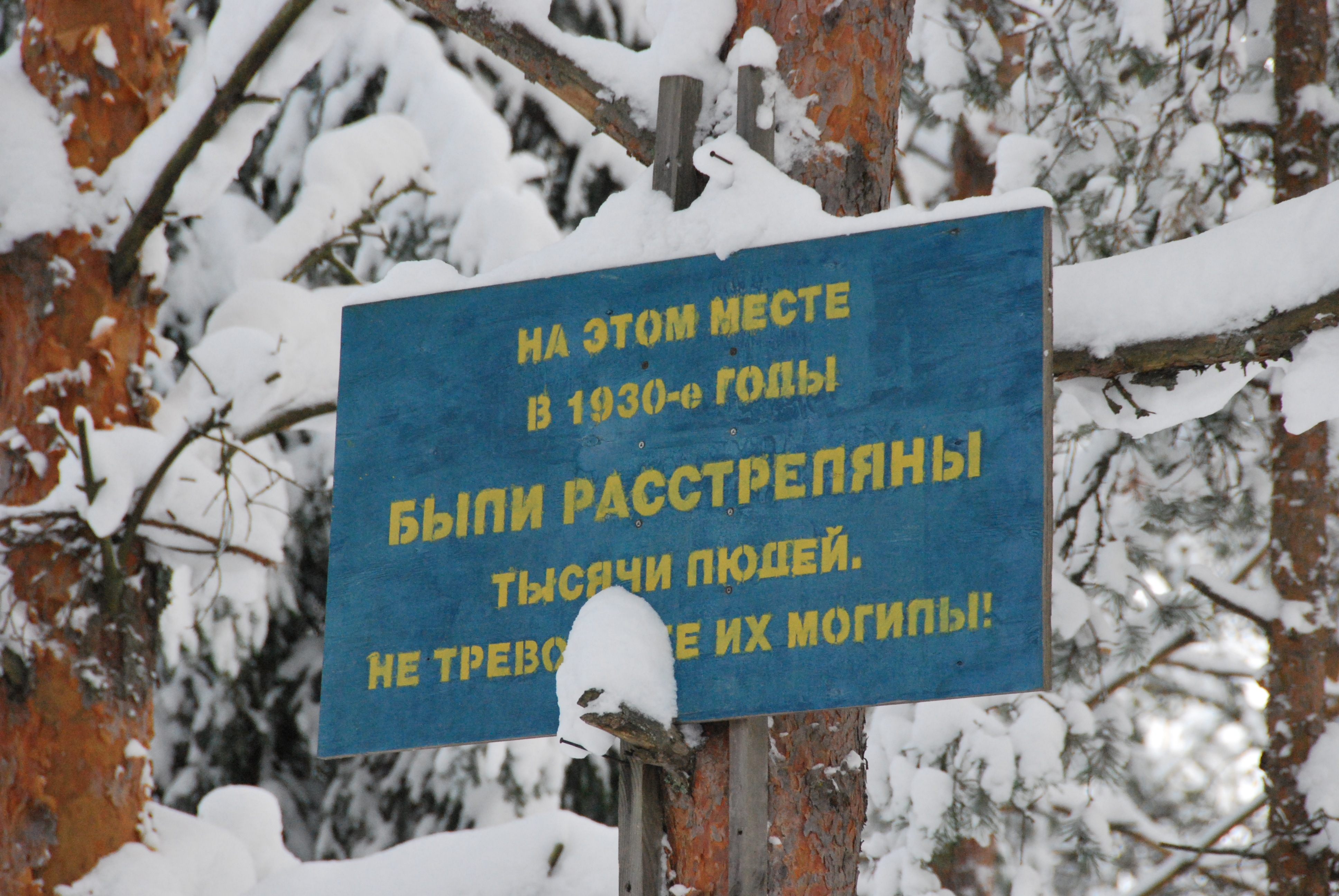
Табличка у дороги